# Abu-Mansur Abd-ar-Raixid
Abu-Mansur Abd-ar-Raixid   (1024 - 1052) Abu-Mansur Abd-ar-Raixid Izz-ad-Dawla ibn Mahmud ibn Sebüktigin, fou sultà gaznèvida (1049-1052).

## Biografia
Va succeir el tron a Ali ben Masud (efímer successor el 1049 del seu nebot Massud (II) ibn Mawdud que al seu torn havia succeït poc abans, el 1048 a Mawdud ben Masud, 1041-1048, fill del seu germà Masud I ben Mahmud, 1030-1040). Les dates d'aquestes successions presenten lleugeres diferències i darrerament la tendència és donar prioritat a la de Ibn Baba Kashani que diu que Mawdud ben Masud va morir el desembre de 1049 i que en menys de dos mesos van regnar Masud II ben Mawdud i Ali ben Masud, destituïts per incompetents pel visir Abd al-Razzak ibn Ahmad ibn Hasan Mayamandi, i dona com a dia de la seva proclamació el 24 de gener de 1050; segons Ibn Baba Kashani, el príncep havia estar empresonat a la fortalesa de Mandesh, a l'est de Ghor per orde de Mawdud ben Masud (1041-1049) i el visir el va fer alliberar per portar-lo al tron.
De la seva vida anterior a pujar al tron se sap molt poca cosa. Va participar en la batalla de Dandakan contra els seljúcides el 1040.
En aquest temps els gaznèvides encara esperaven recuperar les províncies occidentals perdudes davant els seljúcides el 1040 al final del regnat del seu germà Masud I ben Mahmud. Abd al-Rashid va nomenar com a comandant en cap de l'exèrcit (ḥāǰeb-al-ḥoǰǰāb) a un esclau turc anomenat Toghril que també havia servit sota Mawdud ben Masud (1041-1048); el general va convèncer el sultà de dirigir un exèrcit contra els seljúcides a Khurasan; en aquesta expedició Toghril va obtenir una victòria menor contra Alp Arslan al nord de l'Afganistan; després d'això el sultà el va autoritzar a atacar els safàrides de Sistan, vassalls seljúcides, cosa que el general va fer a la tardor del 1051, i altre cop va aconseguir força èxit si bé no va aconseguir capturar la fortalesa de Tak (1052). Aquest èxits van enlluernar al general que va marxar a Gazni disposat a enderrocar al sultà i segurament proclamar-se ell mateix al seu lloc. El 1052 o 1053 va arribar a Gazni i va fer presoner al sultà que fou assassinat a la ciutadella; Toghril va iniciar una matança de tots els prínceps mascles de la dinastia; allí mateix o a la rodalia onze prínceps foren executats. Toghril es va casar amb una filla de Masud I, germana o germanastre de Abd al-Rashid. Durant 40 dies fou sultà però al cap d'aquest temps fou assassinat per legitimistes. Fou proclamat sultà Farrukhzad ben Masud (1052-1059), fill de Masud I i nebot d'Abd al-Rashid.